# Shigeru Honjō
Shigeru Honjō (jap. 本庄 繁 Honjō Shigeru; ur. 10 maja 1876, zm. 30 listopada 1945) – japoński dowódca wojskowy, generał Cesarskiej Armii Japońskiej.

## Życiorys
W 1922 awansowany na generała-majora Cesarskiej Armii Japońskiej. W latach 1925–1928 piastował obowiązki attaché wojskowego w Chinach. Następnie został dowódcą 10. Dywizji Cesarskiej Armii Japońskiej.
Od 1 sierpnia 1931 pełnił obowiązki komendanta głównego Armii Kwantuńskiej w Mandżurii, między innymi podczas tzw. incydentu mandżurskiego z września 1931, którego był bezpośrednim inicjatorem, a który pociągnął za sobą wojskową okupację Mandżurii.
Po powrocie do kraju w sierpniu 1932, został powołany do Najwyższej Rady Wojennej. Od 6 kwietnia 1933 do 23 marca 1936 był głównym adiutantem cesarza Hirohito.
W kwietniu 1936 przeszedł na emeryturę, w atmosferze próby zamachu stanu w Japonii, która miała miejsce w dniach 26–29 lutego 1936, dokonanej przez ultranacjonalistów z ugrupowania Kōdō-ha działającego w japońskiej armii (Incydent z 26 lutego).
Pod koniec II wojny światowej, wszedł w skład Tajnej Rady będącej organem doradczym przy cesarzu. Po kapitulacji Japonii w 1945, został aresztowany przez amerykańskie władze okupacyjne, jako podejrzany o zbrodnie wojenne. 30 listopada 1945 popełnił samobójstwo.